# Ивановский сельский округ (Истринский район)
Ивановский сельский округ — упразднённая административно-территориальная единица, существовавшая на территории Истринского района Московской области в 1994—2006 годах.
Ивановский сельсовет был образован 14 июня 1954 года в составе Истринского района Московской области путём объединения Иваново-Октябрьского и Павло-Лужецкого с/с.
7 декабря 1957 года Истринский район был упразднён и Ивановский с/с был передан в Красногорский район.
28 июля 1960 года Ивановский с/с был передан в восстановленный Истринский район.
1 февраля 1963 года Истринский район был упразднён и Ивановский с/с вошёл в Солнечногорский сельский район. 11 января 1965 года Ивановский с/с был возвращён в восстановленный Истринский район.
3 февраля 1994 года Ивановский с/с был преобразован в Ивановский сельский округ.
6 декабря 2001 года в Ивановском с/о был упразднён посёлок базы ДОСААФ, а хутор Граб был включён в состав посёлка станции Манихино.
В ходе муниципальной реформы 2004—2005 годов Ивановский сельский округ прекратил своё существование как муниципальная единица. При этом все его населённые пункты были переданы в сельское поселение Ивановское.
29 ноября 2006 года Ивановский сельский округ исключён из учётных данных административно-территориальных и территориальных единиц Московской области.